# Mukim di Bangar
Bangar è un mukim del Brunei situato nel Distretto di Temburong con 2.510 abitanti al censimento del 2011.

## Geografia antropica

### Suddivisioni amministrative
Il mukim è suddiviso in 15 villaggi (kapong in malese):
Pekan Bangar Lama, Pekan Bangar Baru, Perkemahan Bangar, Menengah, Sungai Sulok, Sungai Tanit, Sungai Tanam, Balayang, Semamang, Buang Bulan, Belingus, Batang Tuau, Seri Tanjong Belayang, Puni, Ujong Jalan.